# Cryptoblabini
De Cryptoblabini zijn een geslachtengroep van vlinders in de familie snuitmotten (Pyralidae). De wetenschappelijke naam van de geslachtengroep is voor het eerst geldig gepubliceerd in 1968 door Ulrich Roesler.

## Geslachten
- Balanomis
- Berastagia
- Cryptadia
- Cryptoblabes
- Guastica
- Procunea
- Pseudodavara
- Spatulipalpia